# Anna Dawson
Anna Dawson (ur. 27 lipca 1937 w Bolton) – brytyjska aktorka telewizyjna i filmowa. Występowała głównie w serialach komediowych.

## Wybrana filmografia
- 1969-1989: Benny Hill (The Benny Hill Show) - różne role
- 1973: Szczęśliwy człowiek (O Lucky Man!) jako Becky
- 1973: Love Thy Neighbour jako Betty
- 1975: The Sexplorer jako kierowniczka sauny
- 1976-1978, 1980: What's On Next? - różne role
- 1990-1995: Co ludzie powiedzą? jako Wioletta Paddock
- 1991: Benny Hill's World Tour: New York! - różne role